# Болубанд
Болубанд (перс. بلوبند) — село в Ірані, у дегестані Альвір, у бахші Харкан, шахрестані Зарандіє остану Марказі. За даними перепису 2006 року, його населення становило 144 особи, що проживали у складі 53 сімей.

## Клімат
Середня річна температура становить 11,12 °C, середня максимальна – 30,29 °C, а середня мінімальна – -10,47 °C. Середня річна кількість опадів – 252 мм.
| Клімат поселення                              | Клімат поселення | Клімат поселення | Клімат поселення | Клімат поселення | Клімат поселення | Клімат поселення | Клімат поселення | Клімат поселення | Клімат поселення | Клімат поселення | Клімат поселення | Клімат поселення | Клімат поселення |
| Показник                                      | Січ.             | Лют.             | Бер.             | Квіт.            | Трав.            | Черв.            | Лип.             | Серп.            | Вер.             | Жовт.            | Лист.            | Груд.            |                  |
| Середній максимум, °C                         | 5,43             | 6,83             | 11,22            | 17,62            | 22,72            | 28,81            | 30,29            | 29,80            | 25,38            | 18,96            | 12,19            | 6,36             |                  |
| Середня температура, °C                       | −2,52            | −1,12            | 3,27             | 9,66             | 14,77            | 20,86            | 24,56            | 24,05            | 19,64            | 13,21            | 6,45             | 0,61             |                  |
| Середній мінімум, °C                          | −10,47           | −9,06            | −4,68            | 1,72             | 6,82             | 12,90            | 18,80            | 18,31            | 13,90            | 7,47             | 0,71             | −5,14            |                  |
| Норма опадів, мм                              | 33               | 34               | 47               | 38               | 29               | 5                | 2                | 1                | 0                | 11               | 20               | 32               |                  |
| Середньомісячна швидкість вітру, м/с          | 1.82             | 2.28             | 2.98             | 3.14             | 2.62             | 2.54             | 2.48             | 2.37             | 2.22             | 2.10             | 1.76             | 1.78             |                  |
| Середньомісячна сонячна радіація, кДж/м²·день | 8651             | 11558            | 14194            | 17790            | 21982            | 26241            | 25934            | 23619            | 20092            | 14558            | 10573            | 8420             |                  |
| --------------------------------------------- | ---------------- | ---------------- | ---------------- | ---------------- | ---------------- | ---------------- | ---------------- | ---------------- | ---------------- | ---------------- | ---------------- | ---------------- | ---------------- |
| Джерело:                                      |                  |                  |                  |                  |                  |                  |                  |                  |                  |                  |                  |                  |                  |